# Будинок на вулиці Покровська, 2 (Васильків)
Будинок на вулиці Покровська, 2 — історичний будинок у центрі Василькова. Колишня синагога (нині — Васильківська ЗОШ І—ІІІ ступенів № 2).

## Історія
Київська губернія входила до межі єврейської осілості Російської імперії, завдяки чому у Василькові сформувалася велика єврейська громада. Вона продовжувала зростати через тимчасову заборону юдеям мешкати у Києві, яку видав у 1827 році російський імператор Микола І. Значна кількість єврейських родин переселилися до маленьких містечок навколо Києва. На початку ХХ століття у Василькові нараховувалося 10930 євреїв із загальної кількості громадян — 17660.
За часів СРСР була переформатована на школу. У цій школі навчалися лише хлопчики, а дівчинки на той час навчалися у будинку по вулиці Рози Люксембург, 3, оскільки діяла постанова про роздільне навчання.

## Опис
Будівля розташована на розі вулиць зі зрізаним наріжжям. Мала два куполи з аттиками над наріжжям та над входом, які наразі зникли, проте помітні на старих світлинах.

## Галерея

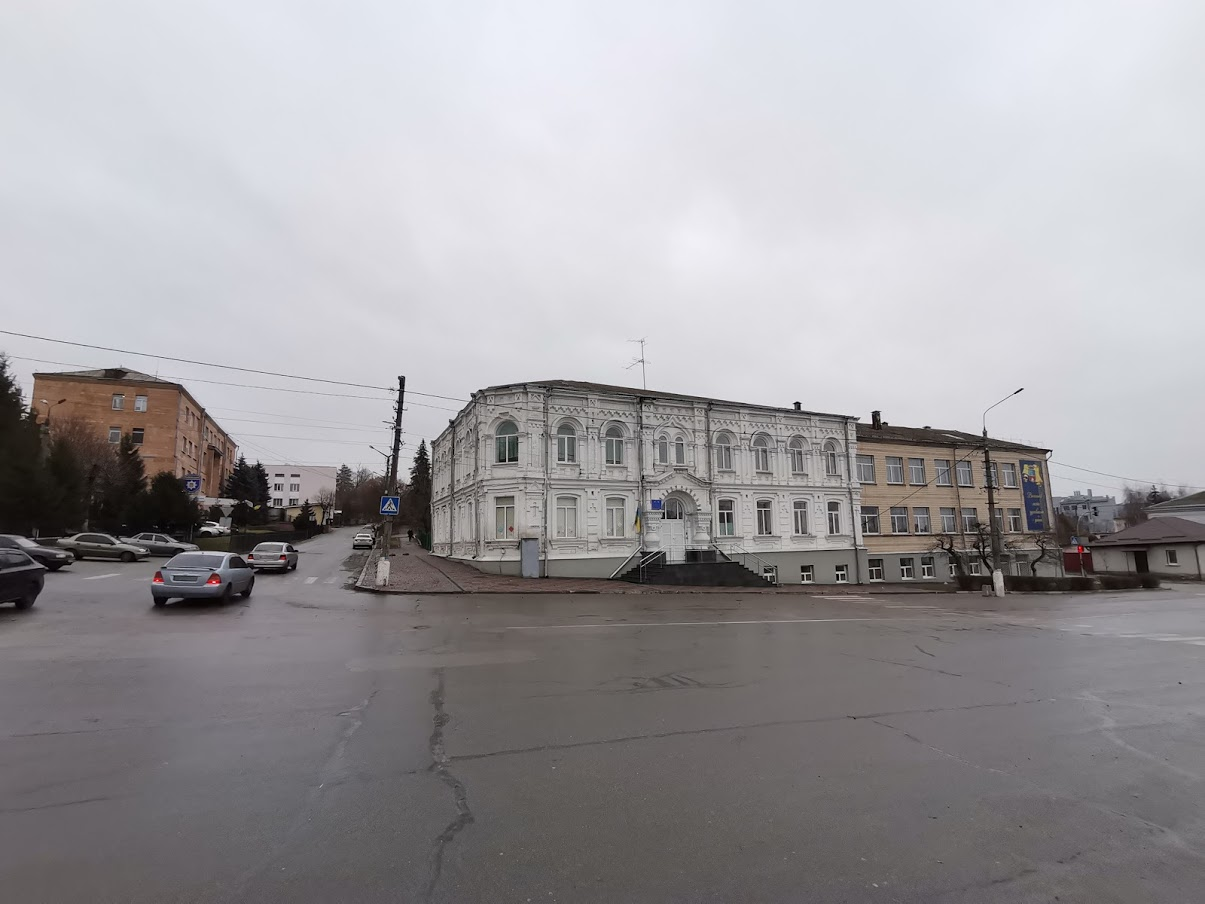
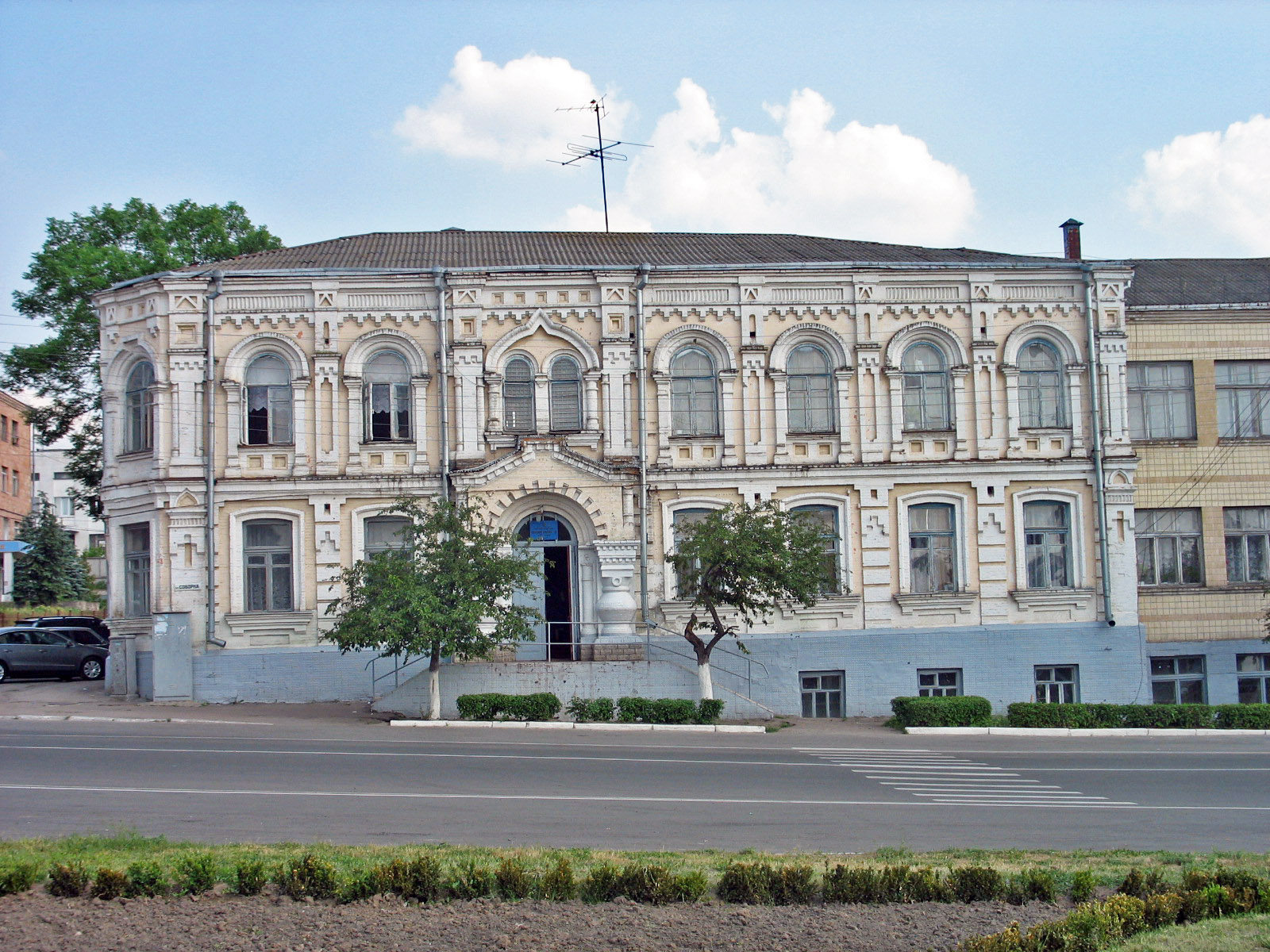
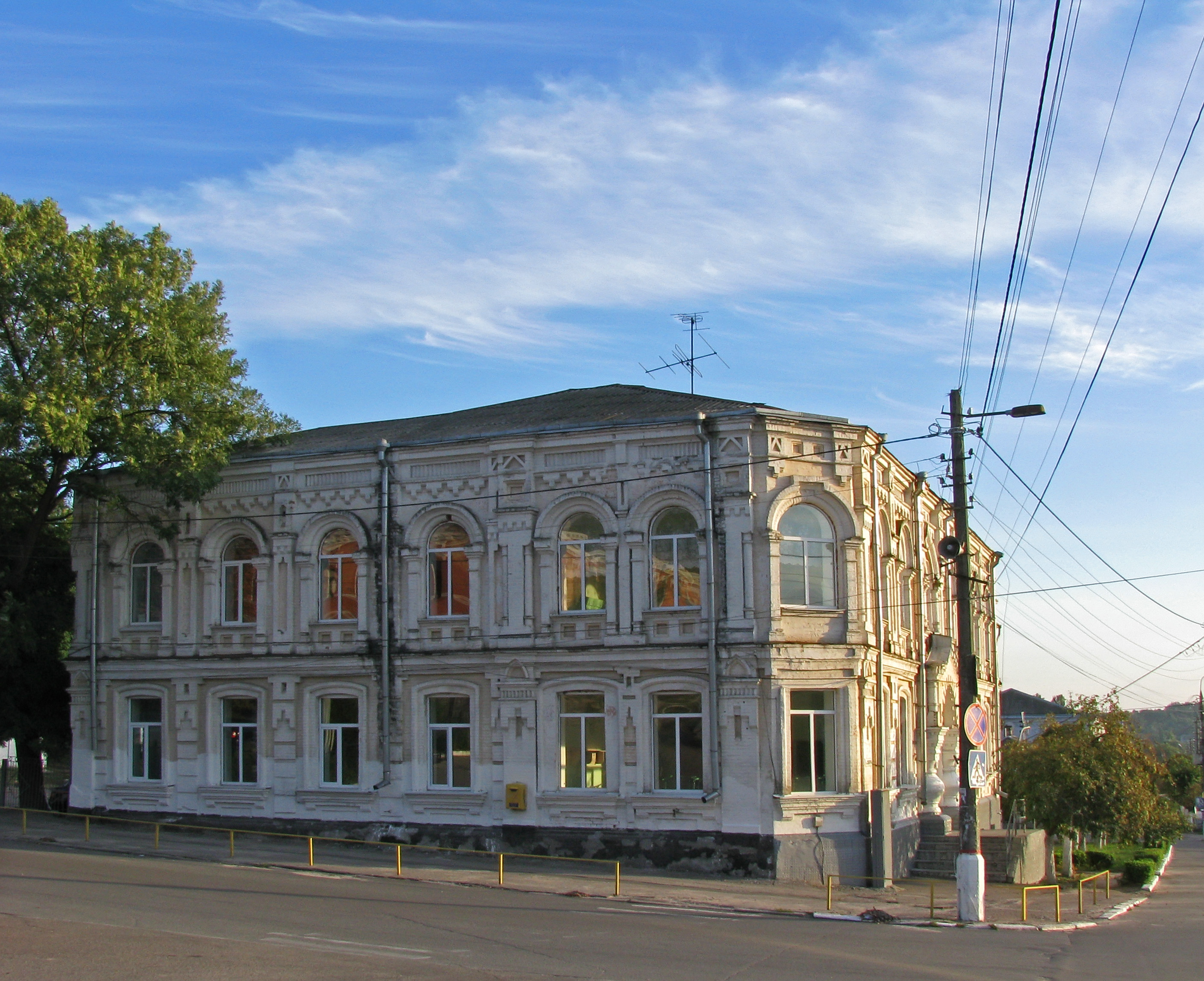
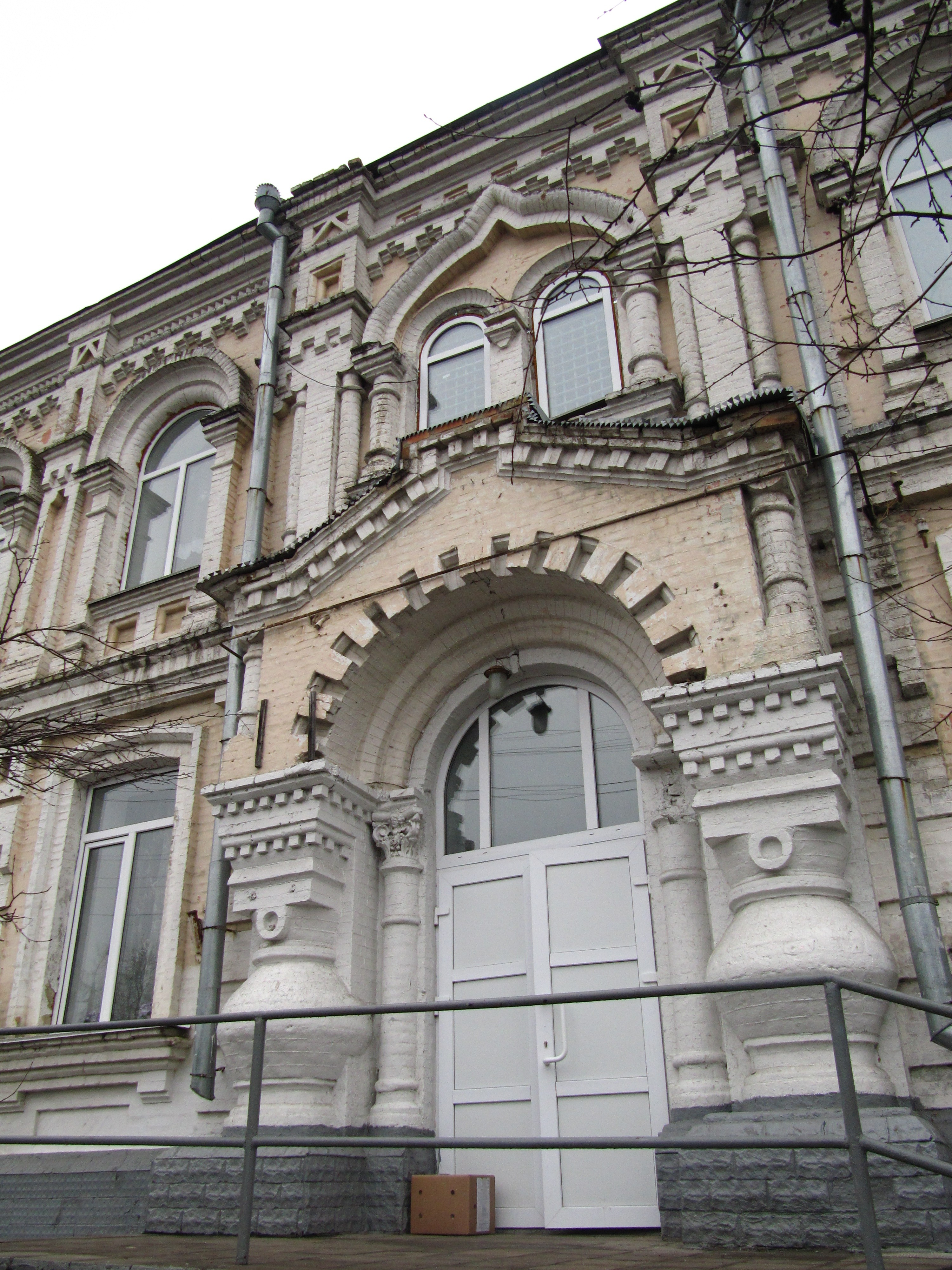
Вхід з напівколонами
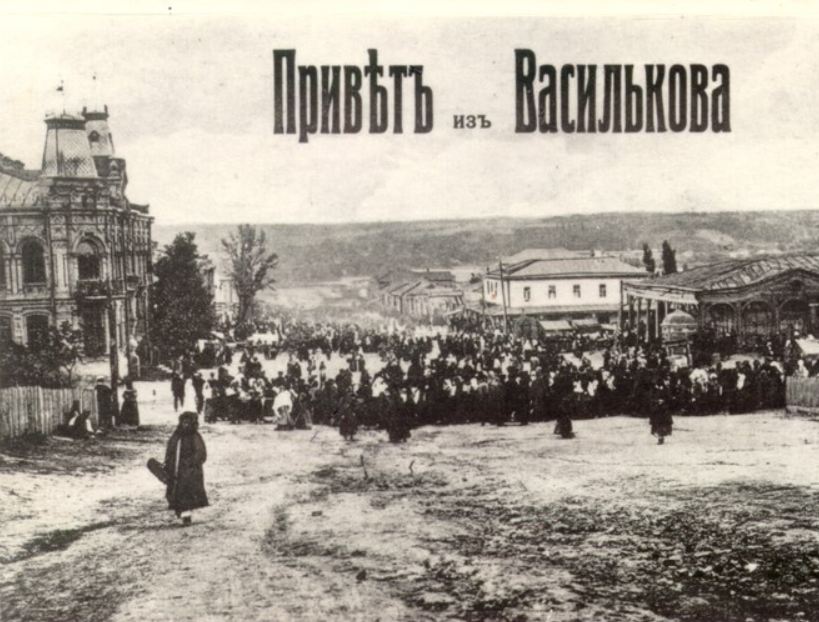
Будинок синагоги ліворуч (фото початку XX століття)
Будинок з синагоги з двома куполами, що наразі зникли
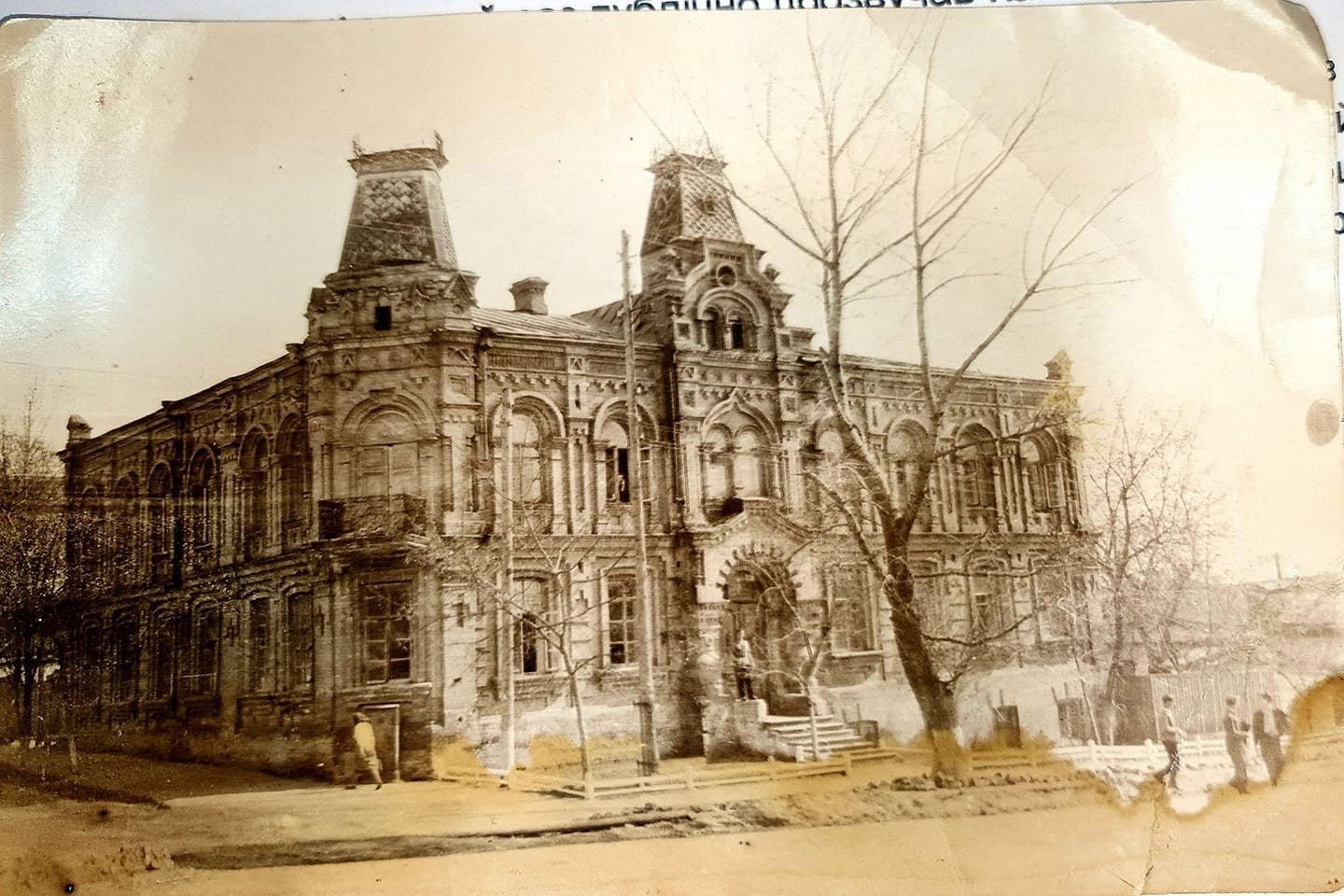
Будинок з синагоги з двома куполами, що наразі зникли